# Get on Your Feet
Get on Your Feet es el segundo sencillo de Gloria Estefan para su álbum de estudio Cuts Both Ways.

## Información general
La canción dio nombre a la gira que la cantante realizó durante el año 1990 (The Get on Your Feet Tour). La pista se ha presentado en posteriores giras, y fue la última canción del popurrí de Estefan realizado en el especial de VH1 "VH1 Divas". En las actuaciones, Estefan salta en el aire cuando canta el título de la canción. 
La canción fue cantada por Fantasia Barrino en la tercera temporada de American Idol, en el episodio con tema "Gloria Estefan".
Gloria cantó la canción con Sheila E. en la séptima temporada de American Idol para recaudar fondos de caridad para la fundación "Idol Gives Back". LA presentación fue lanzado como un sencillo y como un vídeo en iTunes Store los EE. UU. para recaudar fondos para organizaciones benéficas en África y los Estados Unidos.

## Formátos
Maxi-CD single Reino Unido
1. "Get on Your Feet" (Album Version)
2. "Get on Your Feet" (Pop Vocal)
3. "1-2-3" Live from the Homecoming concert
4. "Don't Wanna Lose You" (Portuguese Version)

Sencillo 12"
1. "Get on Your Feet" (Pop Vocal)
2. "Get on Your Feet" (Special Mix)
3. "Get on Your Feet" (House Vocal)
4. "Get on Your Feet" (House Techno Dub)

## Posición en las listas
| Chart (1989)                             | Peak position |
| ---------------------------------------- | ------------- |
| German Singles Chart                     | 46            |
| Irish Singles Chart                      | 5             |
| Dutch Singles Chart                      | 12            |
| UK Singles Chart                         | 23            |
| U.S. Billboard Hot 100                   | 11            |
| U.S. Billboard Hot 100 Singles Sales     | 8             |
| U.S. Hot 100 Airplay                     | 8             |
| U.S. Billboard Adult Contemporary        | 5             |
| U.S. Billboard Hot Dance Music/Club Play | 20            |
| U.S. ARC Weekly Top 40 Singles           | 11            |